# Білецький Андрій Олександрович
Андрі́й Олекса́ндрович Біле́цький (30 липня (12 серпня) 1911, Харків — 10 квітня 1995, смт Буча, нині місто Київської області) — український мовознавець, поліглот. Доктор філологічних наук (1952). Професор (1953). Почесний член Грецької академії наук, Кіпрської академії наук, а також Кіпрського та Грецького археологічних товариств.

## Біографія
Андрій Білецький народився в Харкові в родині літературознавця Олександра Івановича Білецького та його дружини — викладача іноземних мов Марії Ростиславівни, учениці відомого історика Тарле. Онук ґрунтознавця Івана Івановича Білецького. Старший брат живописця та мистецтвознавця Платона Олександровича Білецького.
З дитинства майбутній учений здобув блискучу гуманітарну освіту. Він вільно володів французькою, німецькою мовами, латиною та давньогрецькою. Згодом самостійно вивчив новогрецьку, англійську, іспанську, турецьку, арабську, санскрит, китайську, японську, азербайджанську та інші мови — загалом близько 90.
1933 року закінчив філологічний факультет Харківського університету (тоді це був Харківський інститут професійної освіти). Працював бібліографом, потім редактором видавництва дитячої літератури.
У 1937—1941 роках завідував кафедрою Харківського юридичного інституту, в 1938—1940 роках викладав латинську мову в Харківському педагогічному інституті іноземних мов.
Під час війни, у 1941—1944 роках, працював доцентом Томського університету. Тут 1943 року захистив кандидатську дисертацію «Іменне основоскладання у грецькій мові». Від 1944 року викладав новогрецьку мову у Вищій дипломатичній школі Міністерства закордонних справ СРСР.
1946 року переїхав до Києва. Від 1946 року завідувач кафедри загального мовознавства та класичної філології.
У 1950-х роках створив перші експонати Лінгвістичного музею Київського державного університету
У 1978—1987 роках — завідувач кафедри романістики Київського університету.
Серед учнів мовознавці Олександр Пономарів, Ніна Клименко, Станіслав Семчинський, Юрій Шанін, Галина Яворська, Сергій Єрмоленко.
Дружина, Тетяна Миколаївна Чернишова, також викладала в Київському університеті.
Від 1946 року за сумісництвом старший науковий співробітник в Інституті мовознавства, АН УРСР і в Інституті археології АН УРСР.
1952 року Білецький захистив докторську дисертацію «Принципи етимологічних досліджень (на матеріалі грецької мови)».

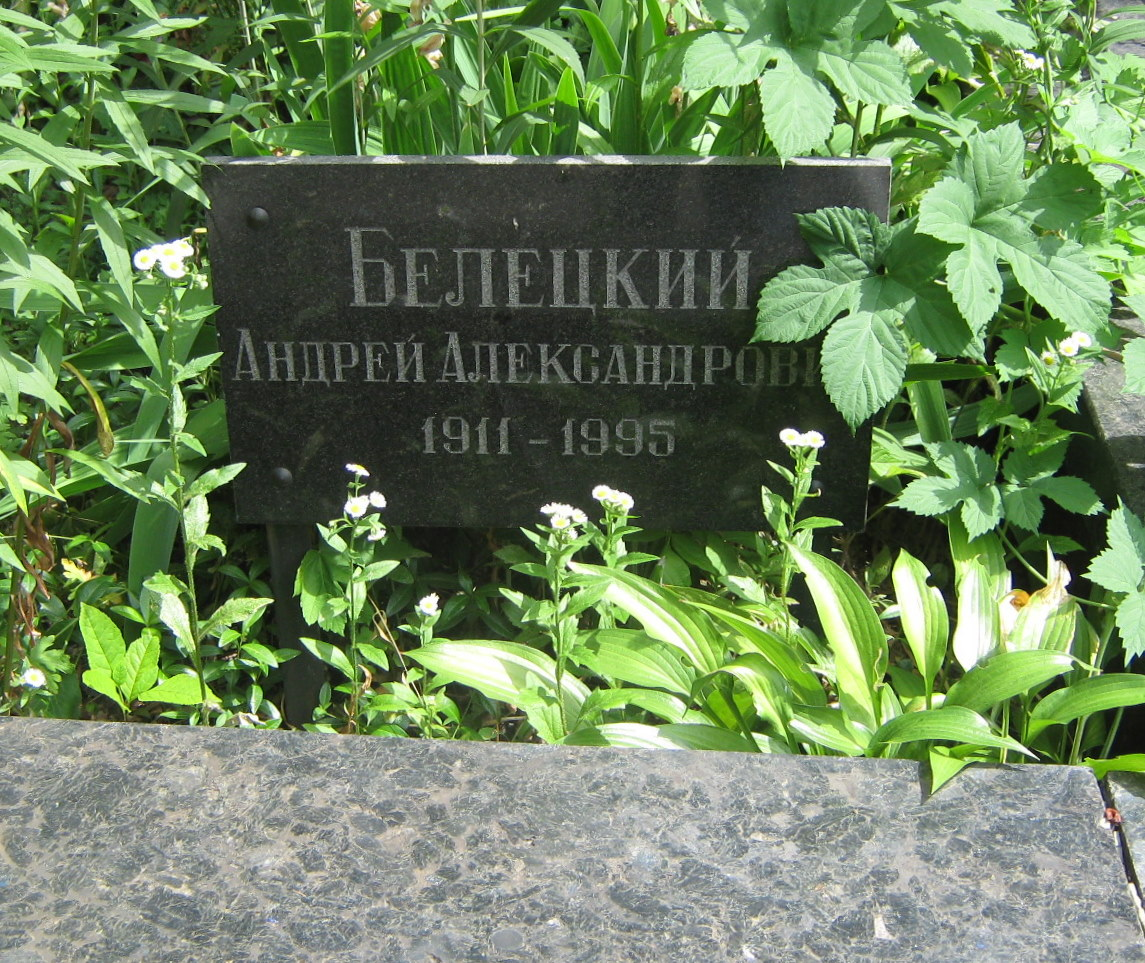
Могила Андрія Білецького

Андрій Білецький помер на 84-му році життя в селищі міського типу Буча (підпорядкованого Ірпінській міській раді, нині місто обласного значення). Поховано вченого в Києві на Байковому кладовищі поруч із батьком і братом (центральна алея, ділянка № 6).

## Наукова діяльність
Наукові інтереси професора Андрія Білецького багатогранні. Його праці охоплюють майже всі галузі лінгвістики: порівняльно-історичне мовознавство, етимологію, лінгвосеміотику, типологію, лінгвістичну географію, лексикологію, лексикографію, граматику, фонологію, ономастику, топонімію, класичну філологію, неоелліністику, історію та теорію письма. До цього потрібно додати літературознавство (перша друкована праця Андрія Білецького, що побачила світ 1935 року, присвячена творчості Лопе де Веги), давню історію, історію культури давніх народів, епіграфіку, палеографію, археологію та ін.
Праці Білецького друкували в Україні, Росії, Вірменії, Греції, Грузії, Болгарії, Угорщині, Німеччині.

## Праці
- Принципы этимологических исследований. — К., 1950.
- Проблема изучения негреческих собственных имён греческих эпиграфических памятников Северного Причерноморья. — К., 1952.
- Проблема мови скіфів // Мовознавство. — 1953. — Т. 11.
- Про власні імена з Ольвійських написів // Археологія. — 1957. — Т. 11.
- Греческая топонимика Крыма. — Ленинград, 1961.
- Греческие надписи на мозаиках Софии Киевской // Мозаики Софии Киевской. — Москва, 1961.
- Основные линии развития фонематических систем индоевропейских языков и проблема реконструкции доисторических систем. — Москва, 1964.
- Основні методи дослідження в сучасному мовознавстві // Проблеми та методи в структурній лінгвістиці. — К., 1965.
- Новые посвятительные надписи в Ольвии // Античная история и культура Средиземноморья и Причерноморья. — Ленинград, 1968.
- Дедикація Афродіті в Ольвії // Іноземна філологія. — Випуск 17. — 1968.
- Гідронімія Криму // Топоніміка і ономастика. — К., 1969.
- Лексикологія та теорія мовознавства. — К., 1972.
- Естественный язык и знаковые системы. — 1976.
- Информация и симеоз. — 1980.
- Славянская топонимика Греции. — Афины, 1980.
- Про мову і мовознавство // Навч. посібник. — Київ: АртЕк, 1996. — ISBN 966-505-030-3.

### Переклади
- Геродот. Історії в дев'яти книгах / пер. Андрій Білецький. — Київ : Наукова думка, 1993.